# Inmunoensayo
Inmunoensayo es un conjunto de técnicas inmunoquímicas analíticas de laboratorio que tienen en común el usar complejos inmunes, es decir los resultantes de la conjugación de anticuerpos y antígenos, como referencias de cuantificación de un analito (sustancia objeto de análisis) determinado, que puede ser el anticuerpo (Ac) o un antígeno (Ag), usando para la medición una molécula como marcador que hace parte de la reacción con el complejo inmune en la prueba o ensayo químico. 
La técnica se basan en la gran especificidad y afinidad de los anticuerpos por sus antígenos específicos y se usan los anticuerpos monoclonales (obtenidos en el laboratorio) o de sueros policlonales (obtenidos de animales), siendo más específicos los monoclonales.
Su gran sensibilidad y especificidad permite la cuantificación de compuestos presentes en líquidos orgánicos en concentración reducida, del orden de nanogramos/ml o de picogramos/ml. 
El desarrollo del inmunoensayo ha tenido gran impacto en el campo del diagnóstico médico mediante pruebas de laboratorio o química clínica. 

## Historia
A Rosalyn Sussman Yalow y Solomon Berson se les atribuye el desarrollo de los primeros inmunoensayos en la década de 1950. Yalow aceptó el Premio Nobel de Fisiología o Medicina en 1977 por su trabajo en inmunoensayos, convirtiéndose en la segunda mujer estadounidense en ganar el premio. 
Los inmunoensayos se volvieron considerablemente más simples de realizar y más populares cuando se demostraron técnicas para enzimas ligadas químicamente a anticuerpos a fines de la década de 1960. 
En 1983, el profesor Anthony Campbell de la Universidad de Cardiff reemplazó el yodo radiactivo utilizado en el inmunoensayo por un éster de acridinio que produce su propia luz: la quimioluminiscencia . Este tipo de inmunoensayo se utiliza ahora en alrededor de 100 millones de pruebas clínicas cada año en todo el mundo, lo que permite a los médicos medir una amplia gama de proteínas, patógenos y otras moléculas en muestras de sangre. 
En 2012, la industria de inmunoensayos comerciales ganó US $ 17.000.000.000 y se pensaba que tenía perspectivas de un crecimiento anual lento en el rango del 2 al 3 por ciento.

## Tipos

### Por la técnica de medición
- Competitivo: el Antígeno (Ag) objeto de la medición compite con un antígeno marcado por un anticuerpo (Ac). Se mide por la cantidad del antígeno marcado conjugado que se considera es inversamente proporcional al analito.

- No competitivo (llamado también tipo sándwich): el Ag de la muestra reacciona con dos Ac diferentes que se fijan a distintas partes del Ag. Uno de los Ac generalmente está en soporte sólido para facilitar la separación de la fracción ligada, y el otro Ac lleva la marca. Se mide por la cantidad del marcador considerando que es directamente proporcional a la cantidad del analito.

### Por el medio donde se realiza la medición
- Homogéneo: En este tipo de ensayo la señal generada por la unión del antígeno y el anticuerpo se mide directamente en el mismo medio que se utiliza para favorecer la formación del complejo inmune.

- Heterogéneo: En este tipo de ensayo la señal generada por la unión del antígeno y el anticuerpo se mide en un medio diferente que el utilizado para la unión del complejo inmune, generalmente implican una etapa intermedia de lavado para eliminar interferencias.

Se considera que los inmunoensayos con formato homogéneo no competitivo son los más sensibles y específicos.

### Por el marcador
- Radioinmunoensayo (RIA) : el marcador es un isótopo radioactivo.
- Enzimoinmunoanálisis (EIA): el marcador es una enzima como por ejemplo la técnica de enzimoinmunoensayo conocido por su abreviatura ELISA.
- Fluoroinmunoanálisis: el marcador es una molécula fluorescente, por ejemplo FPIA.
- Ensayo Inmunoquimioluminiscente: la marca es en general una enzima capaz de catalizar una reacción quimioluminiscente. Son tanto o más sensibles que los radioinmunoensayos, y no presentan riesgos de manipulación de sustancias radioactivas. En contraposición están poco desarrollados y no siempre es posible aplicarlos.

## Pruebas clínicas
Una amplia gama de pruebas médicas son inmunoensayos, llamados inmunodiagnósticos en este contexto. Muchas pruebas de embarazo caseras son inmunoensayos, que detectan el marcador de embarazo gonadotropina coriónica humana. Otros inmunoensayos clínicos incluyen pruebas que miden los niveles de CK-MB para evaluar la enfermedad cardíaca, insulina para evaluar la hipoglucemia , antígeno prostático específico (PSA) en el manejo de patología prostática y algunos también se usan para la detección y / o medición cuantitativa de algunos compuestos farmacéuticos.

## Usos
- Medición de niveles de hormonas: por ejemplo la medición de niveles de hormonas tiroideas o de estrógenos
- Medición de metabolitos en suero cuya cantidad o presencia son indicios de daño celular: Por ejemplo la medición de marcadores biológicos miocárdicos como las troponinas
- Detección de virus: por ejemplo de los causantes de hepatitis y su individualización
- Detección del cáncer o de células tumorales: a través de sus proteínas o marcadores tumorales, liberados en el suero de los pacientes.
- Detectar exposición a agentes infecciosos: por ejemplo de rubéola o toxoplasmosis en mujeres embarazadas o en personas inmunosuprimidas.
- Detección de metabolitos indicadores de problemas fisiológicos, por su presencia o cantidad excesiva, en la sangre : por ejemplo en caso de anemia se mide niveles de ferritina.
- Medir niveles de medicamentos, drogas objeto de abuso y toxinas en sangre.